# Wrongly Accused (film 1912 Davis)
Wrongly Accused è un cortometraggio muto del 1912 diretto da Ulysses Davis e prodotto dalla Champion Film Company di Mark M. Dintenfass.

## Produzione
Il film fu prodotto dalla Champion Film Company, una compagnia indipendente che Dintenfass aveva fondato nel 1909, stabilendone gli studi a Fort Lee, nel New Jersey.

## Distribuzione
Distribuito dalla Motion Picture Distributors and Sales Company, il film - un cortometraggio di una bobina - uscì nelle sale cinematografiche USA il 28 febbraio 1912.
Quell'anno uscirono altri due cortometraggi dallo stesso titolo: in ottobre Wrongly Accused prodotto da Georges Méliès, in dicembre Wrongly Accused, prodotto dalla Société Générale des Cinématographes Éclipse.